# Chițcan de apă
Chițcanul de apă (Neomys fodiens) este un mamifer ce trăiește atât în mediul acvatic cât și în mediul terestru. Preferă pâraiele și râurile cu apă curată și curgere lentă. Înotător și scufundător excelent, se îndepărtează foarte rar de mal. Hrana este compusă din raci mici, insecte acvatice, broaște sau pești de dimensiuni mici.